# Cyril Ramaphosa
Matamela Cyril Ramaphosa, född 17 november 1952 i Soweto utanför Johannesburg, är en sydafrikansk affärsman, jurist och politiker för African National Congress (ANC). Sedan den 15 februari 2018 är han Sydafrikas president, sedan Jacob Zuma avgått från posten.

## Biografi
På 1980-talet var han generalsekreterare för det sydafrikanska gruvarbetarfacket National Union of Mineworkers. Han mottog Olof Palmepriset 1987, med motiveringen: för det mod och den klokhet som medlemmarna i Sydafrikas svarta gruvarbetarförbund visat i sin solidariska kamp för människors rätt och värdighet med honom som ledare.
Under 1990-talet, efter apartheidregimens fall, engagerade han sig i affärsverksamhet och är i dag en av Sydafrikas rikaste affärsmän. 
Den 18 december 2012 valdes han till vice partiordförande för partiet African National Congress (ANC). Den 15 februari 2018 tillträdde han som Sydafrikas president, som efterträdare till Jacob Zuma.